# Jiaozi
Nella cucina cinese, i jiaozi (餃子T, 饺子S, jiǎoziP, in giapponese 餃子, gyōza, in coreano 교자?, gyojaLR, kyojaMR) sono un tipo di fagottini (in italiano comunemente chiamati ravioli di carne o ravioli al vapore) molto popolare in Cina, Giappone e Corea. Ripieni di carne e/o verdura, sono avvolti con una sottile pasta sigillata con la pressione delle dita. Non devono essere confusi con i wonton: i jiaozi hanno una pasta più spessa e ondulata, schiacciata alle estremità, e sono generalmente consumati dopo l'immersione in salsa di soia e aceto di soia (o salsa chili piccante); i wonton sono più sottili e sferici, di solito serviti in brodo.

## Versione cinese
Esistono quattro tipi a seconda della tecnica di cottura:
- Ravioli bolliti - shuijiao (水餃，水饺T, shuǐjiǎoP, lett. "fagottini d'acqua")
- Ravioli al vapore - zhengjiao (蒸餃，蒸饺T, zhēngjiǎoP, lett. "fagottini al vapore")
- Ravioli brasati - guotie (鍋貼，锅贴T, guōtiēP, lett. "bastone al tegame"), chiamati anche jianjiao (煎餃T, jiānjiǎoP, lett. "fagottini fritti asciutti").
- Ravioli all'uovo - danjiao (蛋餃，蛋饺T, dànjiǎoP) - se avvolti con uovo invece che con la pasta.

Di solito si usa per il ripieno carne tritata di maiale, bovino, agnello, pollo, pesce o gamberi, spesso mescolati con verdure come cavolo, scalogno, cipollotti o erba cipollina cinese. I ravioli sono accompagnati da salsa di soia con aggiunta di aceto, aglio, zenzero, aceto di riso, salsa piccante o olio di sesamo.

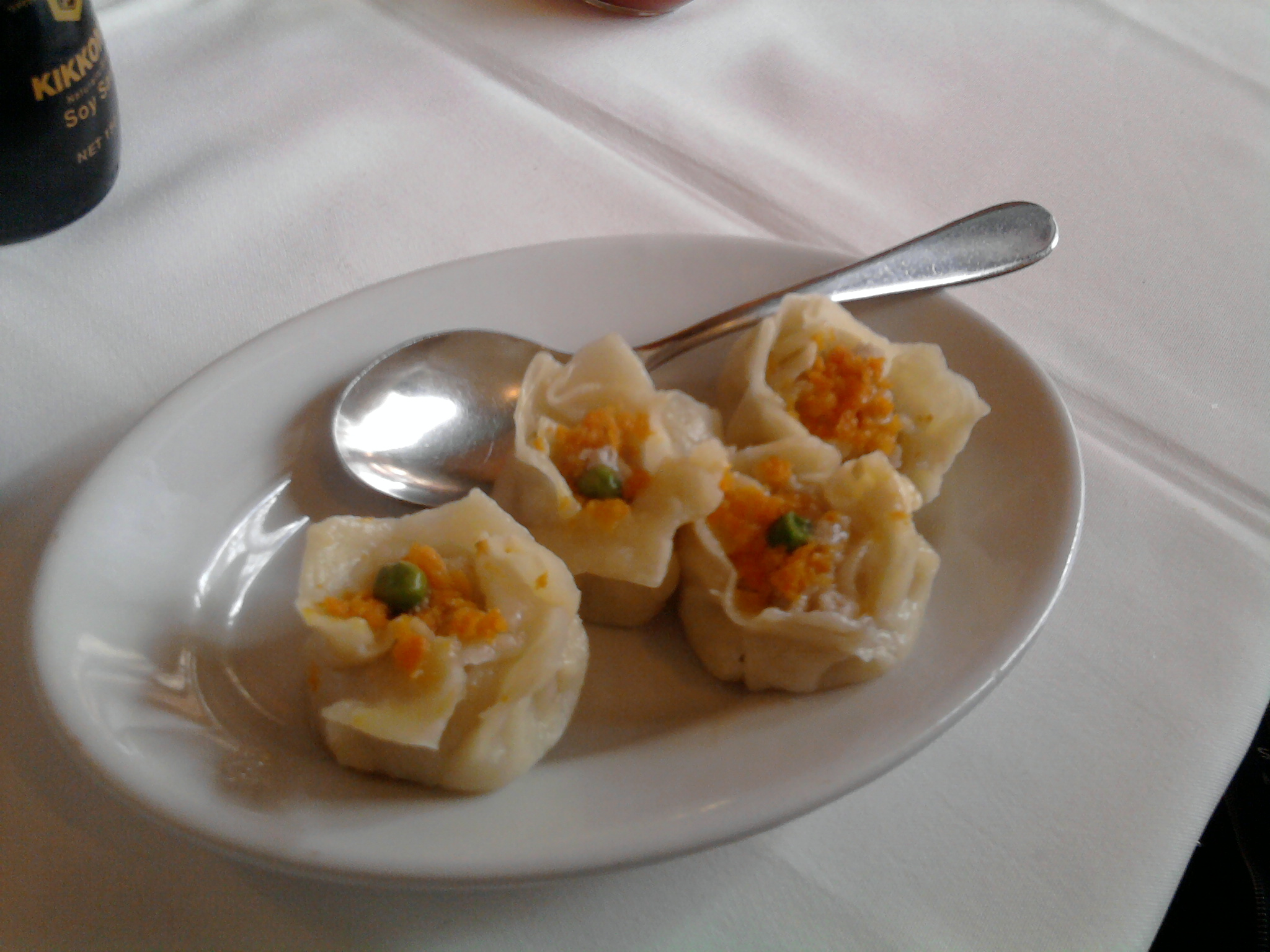
Un piatto di ravioli ai gamberi

I ravioli sono uno dei principali cibi consumati al Capodanno cinese. La forma assomiglia a un Tael d'oro (moneta cinese) e simboleggia un augurio di buona fortuna per l'anno nuovo. Per tradizione, le famiglie e gli amici si riuniscono per preparare i ravioli insieme. Nelle campagne si sacrifica il bestiame migliore e si conserva la carne per i ravioli approfittando del clima freddo. Sono anche popolari un tipo di ravioli dolce.

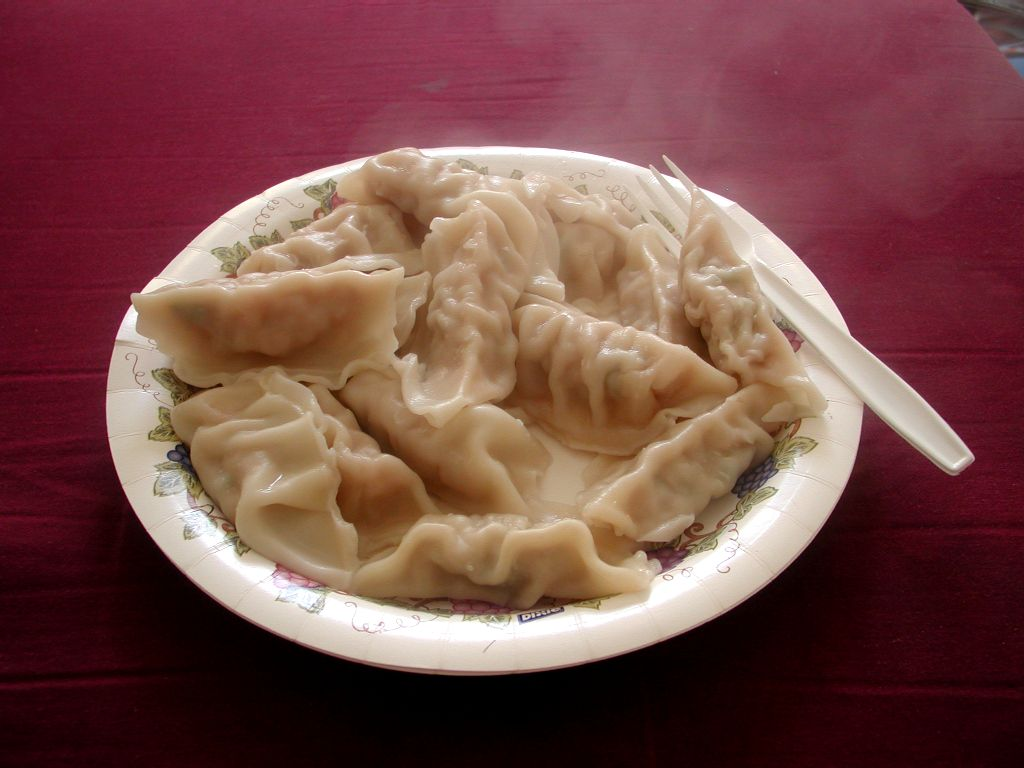
Un piatto di jiaozi bolliti (shuijiao)

Nella cucina cantonese, i ravioli differiscono dai jiaozi per essere più piccoli e avvolti in una pasta molto sottile e semitrasparente. Di solito sono cotti al vapore. Sono ripieni di gamberi, pollo, tofu, misto di verdure o altro. Il tipo più comune è ripieno di gamberi, talvolta chiamato Haa Gaau (Cantonese: 蝦餃). Al contrario dei jiaozi, di facile preparazione casalinga, gli Haa Gaau richiedono una complessa elaborazione e raramente vengono fatti in casa. Ristoranti specializzati in dim sum spesso offrono ricette e preparazioni originali. Gli chefs usano gli ingredienti in modo creativo o traggono ispirazione da altre cucine lettizionali come quella di Chiuchow, Hakka, di Shanghai. I cuochi più audaci propongono fusioni fra cucine diverse o di altre culture come quella giapponese (teriyaki) o del sud-est asiatico (satay, curry). I ristoranti di lusso fanno uso di ingredienti costosi o esotici come l'aragosta, lo squalo o i nidi di rondine.
I jiaozi hanno questo nome per la forma a corno. In cinese, corno si dice jiǎo (角) e jiaozi fu in origine scritto con il carattere di "corno", in seguito sostituito con il carattere specifico 饺, che ha il radicale di cibo a sinistra e la componente fonetica jiāo a destra.
Secondo le storie popolari, i jiaozi furono inventati da Zhang Zhongjing, uno dei più grandi maestri medici cinesi della storia. Furono in origine chiamati "娇耳"(pinyin: jiao er) perché usati per trattare il congelamento alle orecchie.

## Versione giapponese
I gyoza (ギョーザ o ギョウザ o 餃子?, gyōza, traslitterazione IPA: /ˈɡyoːza/) sono la versione giapponese dei jiaozi. Il termine viene scritto soprattutto con i kanji 餃子, mentre la pronuncia deriva dal dialetto del cinese della provincia dello Shandong, dove viene pronunciato giaozi e scritto coi caratteri semplificati 饺子, come nel resto del Paese.
La maggior differenza rispetto ai jiaozi cinesi è il forte sapore di aglio e il delicato sapore degli altri condimenti come sale o soia. Sono sempre serviti con salsa di soia in cui intingerli, alla quale viene aggiunto aceto di riso ed eventualmente rāyu (ラー油, 辣油, conosciuto come 辣油 in Cina: olio di sesamo con peperoncino piccante). La ricetta più comune prevede un ripieno misto di carne tritata di maiale, aglio, cavolo, zenzero, nira (erba cipollina cinese), sakè, salsa di soia, sale, pepe e olio di sesamo, il tutto avvolto in pasta sottile. La nira può essere sostituita da cipolla o porro.
I gyōza si trovano confezionati al supermercato in Giappone sia surgelati che non, e si trovano anche altre versioni, soprattutto con frutti di mare al posto del maiale. Nei supermercati si trovano anche quadratini di pasta fresca confezionati già pronti per la farcitura. Di solito sono serviti brasati come antipasto in quasi tutti i ristoranti di ramen e ristoranti cinesi del Giappone. Sono spesso venduti in bancarelle quando vi sono feste popolari, fiere o altre occasioni simili.
Il metodo di preparazione più comune è quello brasato detto yaki-gyōza (焼き餃子?), nel quale i ravioli sono prima fritti dal lato piatto per creare una superficie croccante. Si aggiunge quindi acqua e si copre con un coperchio finché la parte superiore non si cuoce al vapore. Altri metodi sono la bollitura (水餃子?, sui-gyōza, in questo caso vengono spesso cucinati in brodo) e la frittura (揚げ餃子?, age-gyōza, immersi nell'olio). Ognuna di queste versioni viene venduta in confezioni diverse nei supermercati; la maggior parte dei gyoza in vendita sono quelli destinati alla brasatura, che tendono a disfarsi se bolliti. Migliori se consumati caldi, i ravioli brasati sono a volte presenti nel bentō (cestino del pranzo giapponese).

## Versione coreana
Nella cucina coreana, i mandu (만두?) derivano il proprio nome dal cinese mantou (饅頭S, mántouP), ma assomigliano ai jiaozi. Sono ripieni di maiale, bovino, cavolo, noodles o kimchi. Sono spesso fritti per formare una sottile superficie croccante. Popolare è anche la cottura al vapore, per la quale sono preparati in diverse forme: a "corno", a bordi arricciati, a corno con i lati arrotondati, ecc. Di solito sono immersi nella salsa di soia con aceto e salsa piccante.

## Guotie

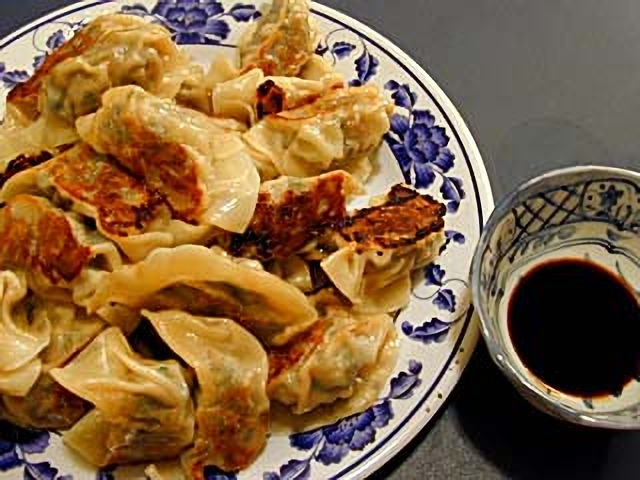
Un piatto di ravioli brasati (guotie) con la salsa in cui immergerli

I Guotie (锅贴S, guōtiēP) sono jiaozi brasati, conosciuti anche come potstickers in Nord America. Tipici del Nord della Cina e appetitosi, assomigliano ai gyoza giapponesi e si trovano spesso dai venditori ambulanti o nelle bancarelle. Sono serviti come antipasto nella cucina cinese, giapponese e coreana. Accompagnano talvolta un menu di dim sum. Il ripieno può contenere maiale, pollo, bovino, cavolo, spinaci, cipolle verdi, zenzero, vino di riso cinese, vino per cucinare, olio di sesamo.
Sono saltati nell'olio fino alla doratura e poi cotti al vapore. Se cotti correttamente, non si incollano. Un metodo alternativo è la cottura a vapore nel wok, seguita da frittura da un lato finché non diventa croccante.
I guotie sarebbero stati consumati già ai tempi della dinastia Song (960-1280).